# کستل دل بوسکو
کستل دل بوسکو (به ایتالیایی: Castel del Bosco) یک منطقهٔ مسکونی در ایتالیا است که در مونتوپولی ین وال دآرنو واقع شده‌است. کستل دل بوسکو ۸۵۹ نفر جمعیت دارد و ۳۰ متر بالاتر از سطح دریا واقع شده‌است.